# إد دونيلي
إد دونيلي (بالإنجليزية: Ed Donnelly) هو لاعب كرة قاعدة أمريكي، ولد في 29 يوليو 1879 في هامبتون في الولايات المتحدة، وتوفي في 28 نوفمبر 1957 في روتلاند في الولايات المتحدة.

## وصلات خارجية
- إد دونيلي على موقعبيزبول رفرنس.كوم (الدوري الرئيسي) (الإنجليزية)
- إد دونيلي على موقعبيزبول رفرنس.كوم (الدوري الثانوي) (الإنجليزية)